# Fotoaparát

Řez zrcadlovkou

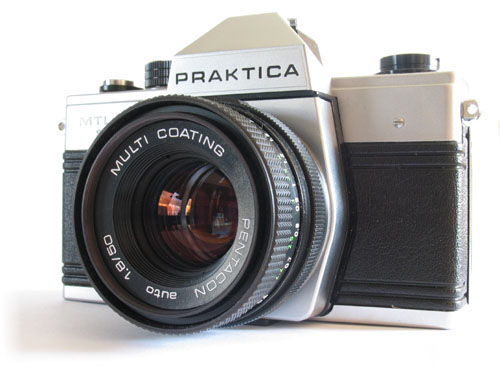
Fotoaparát Praktica

Fotoaparát je zařízení sloužící k pořizování a zaznamenání fotografií. Každý fotoaparát je v principu světlotěsně uzavřená komora s malým otvorem (nebo nějakou složitější optickou soustavou – objektivem), jímž dovnitř vstupuje světlo, a nějakým druhem světlocitlivé záznamové vrstvy na druhé straně, na níž dopadající světlo kreslí obraz.

## Clona a hloubka ostrosti
Otvor pro vstup světla je vybaven clonou, umožňující měnit jeho velikost a tím ovlivňovat množství vnikajícího světla a tím i výslednou světlost fotografované scény. Zároveň platí, že čím je otvor menší, tím je paprsek dopadající ze zachytávaného objektu užší, a jeho obraz je tudíž na výsledném snímku ostřejší – se vzrůstajícím zacloněním tedy roste hloubka ostrosti (oblast před i za zaostřeným místem, v níž se budou předměty stále jevit jako ostré).

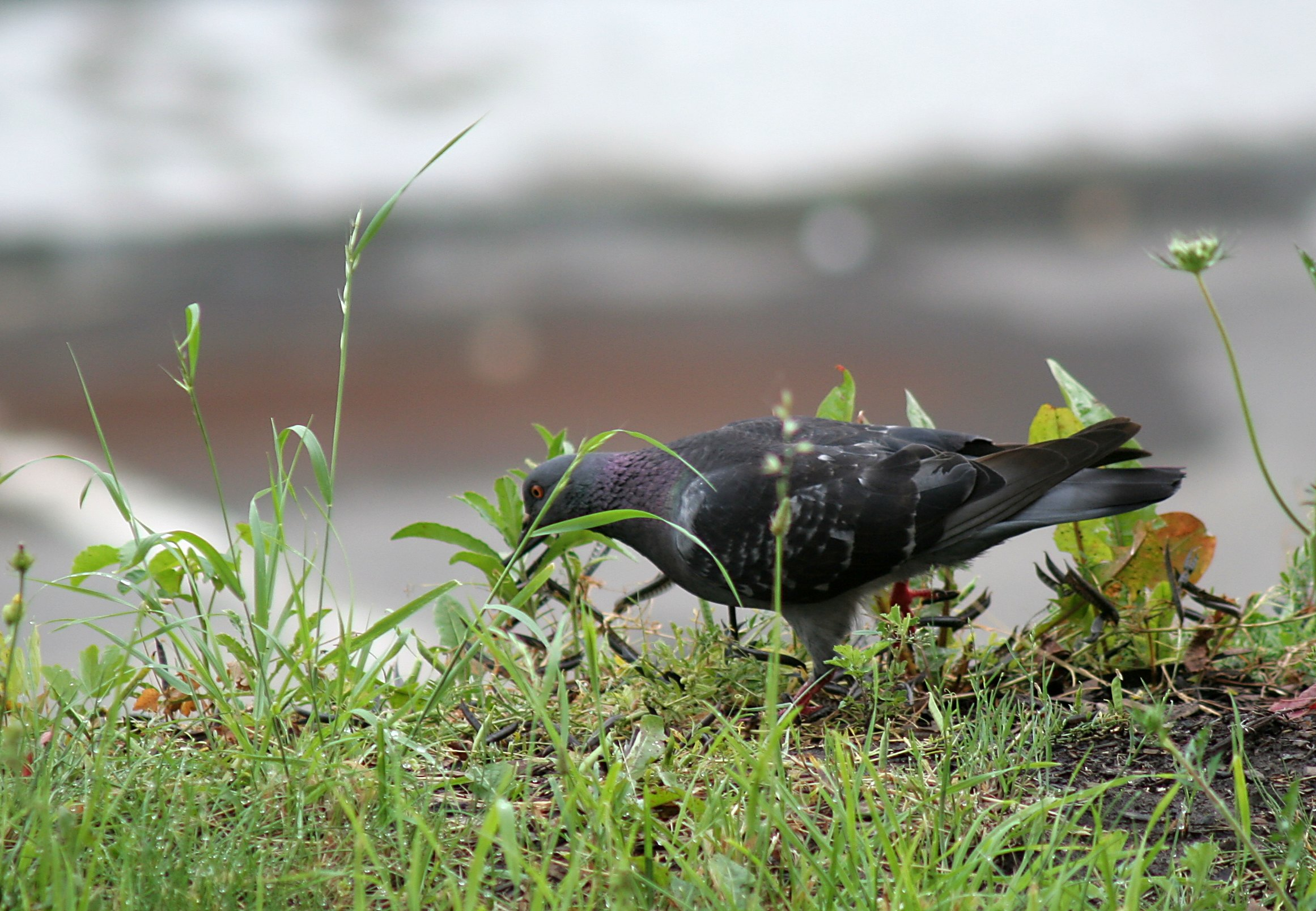
Díky relativně otevřené cloně f/5,6 je ostrý jen holub; pozadí je zcela rozostřené

Vzhledem k tomu, že množství dopadajícího světla závisí i na ohniskové vzdálenosti objektivu (ta v praxi určuje „přiblížení“, neboli prostorový úhel, který bude fotoaparát snímat), neuvádí se clona v absolutních jednotkách, ale používá se tzv. clonové číslo, které vyjadřuje poměr ohniskové vzdálenosti (značené f) a otevření clony. Minimální hodnota clonového čísla se označuje jako světelnost objektivu.

## Závěrka
Dalším důležitým prvkem fotoaparátu je závěrka, jejímž primárním úkolem je bránit dopadu světla na citlivou vrstvu ve chvíli, kdy se nefotografuje. Doba otevření závěrky při expozici také ovlivňuje snímek – čím déle je závěrka otevřena (tato doba se nazývá expoziční čas), tím více světla dopadne na citlivou vrstvu. Současně ale delší časy expozice způsobují pohybovou neostrost – rozmazání objektů, které se za dobu otevření závěrky pohnuly. Krátká expoziční doba naopak dokáže velmi rychlé děje „zmrazit“, a zachytit z nich jen jeden krátký okamžik.

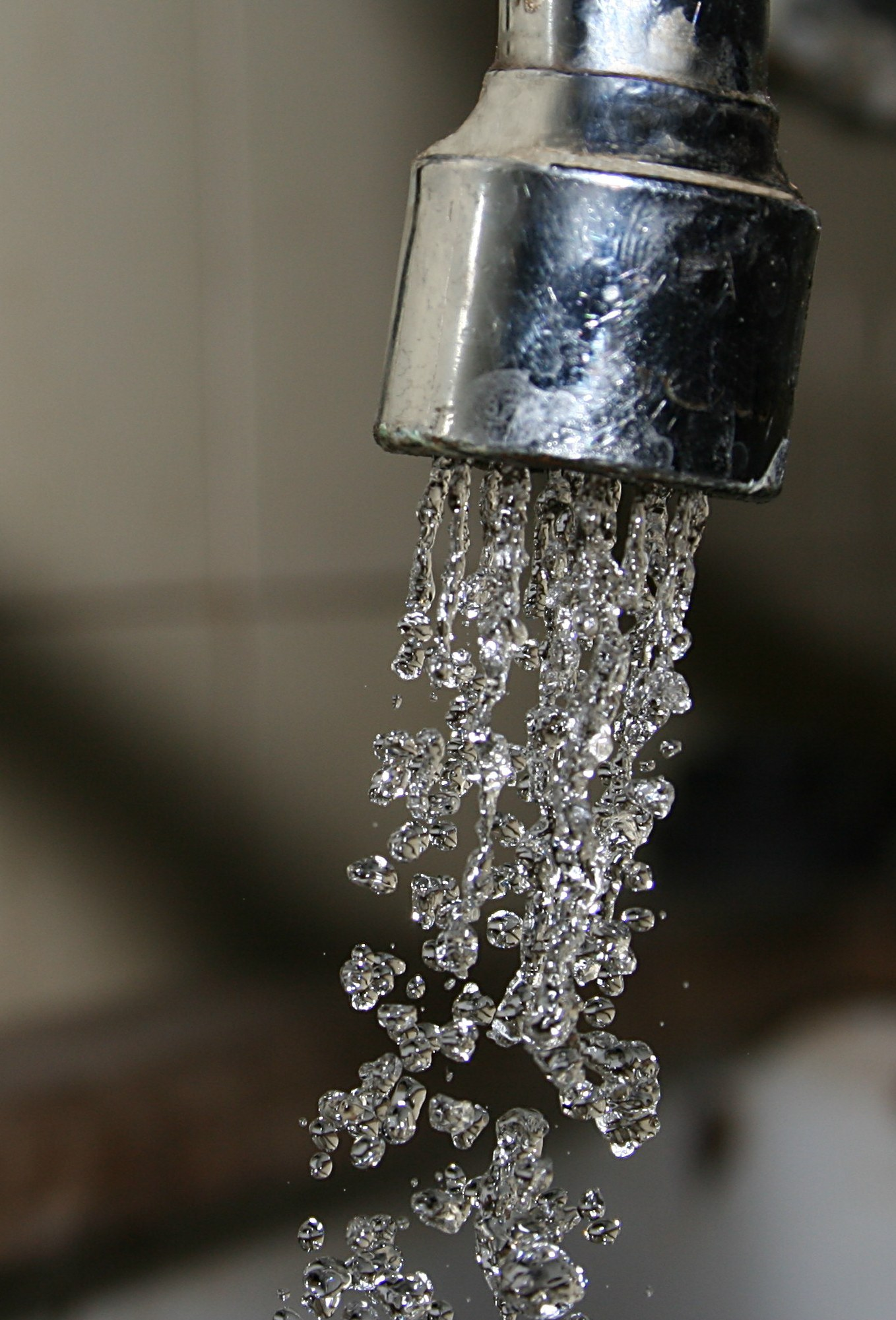
Expoziční doba 1/200 sec spolu s použitím blesku (jeho výboj trvá řádově tisíciny sekundy, takže doba, kdy byly kapky v tomto stavu osvětlené, byla ještě kratší) způsobil zdánlivé „zastavení“ proudu vody

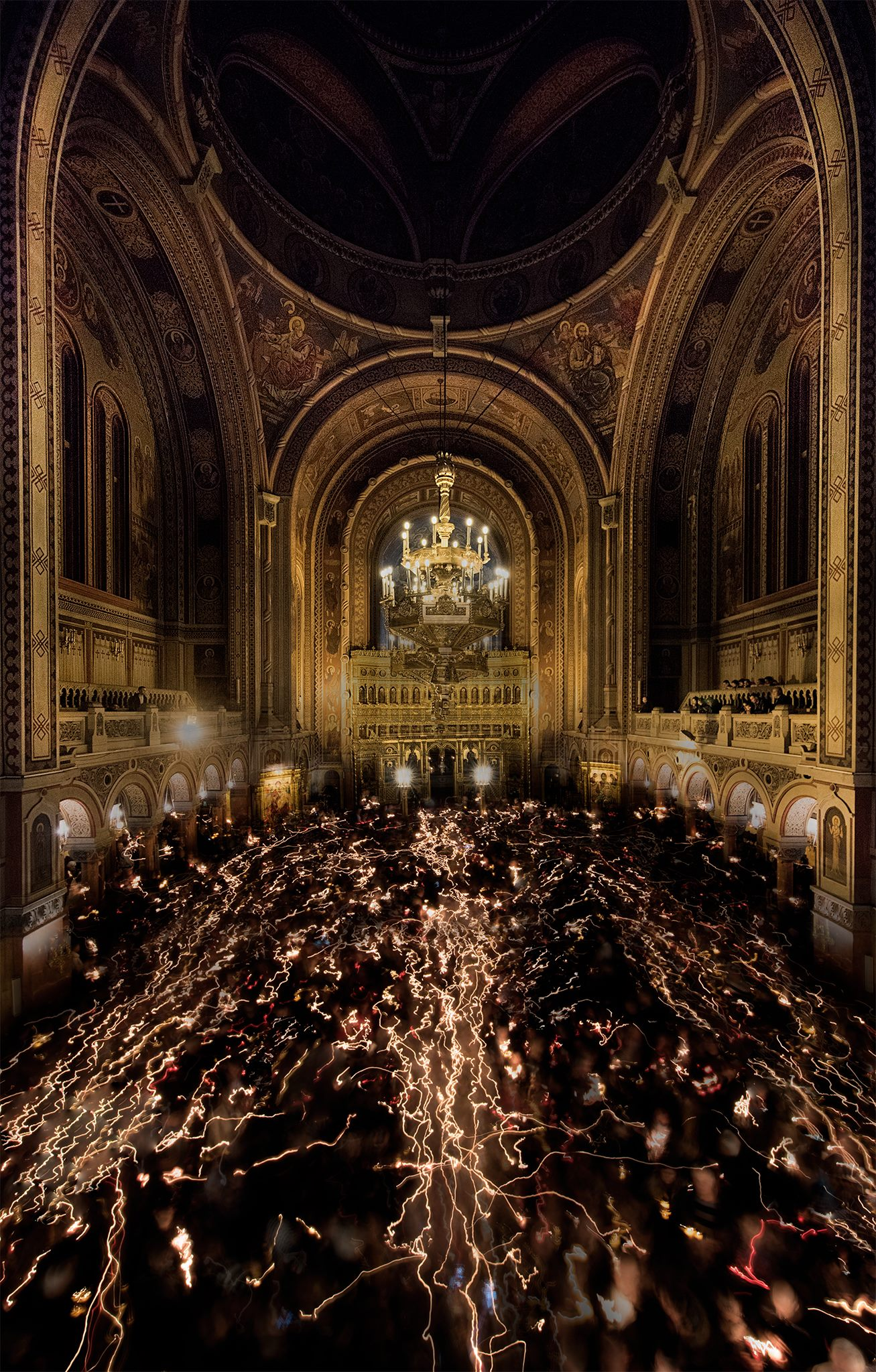
Efekt 30s expozice: zatímco stěny kostela jsou ostré, pohybující se lidé se svíčkami vytvořili zajímavé obrazce.

## Objektiv
Pro správné vykreslení fotografie je třeba fotoaparát také zaostřit, aby se sbíhající se paprsky z objektivu potkaly právě v místě, kde dopadají na citlivou vrstvu. (Pokud by se setkaly před ní nebo za ní, neprojeví se bod na objektu na snímku jako bod, ale jako rozmazaný kroužek – snímek bude neostrý.) To se řeší ostřícím mechanismem na objektivu, který zjednodušeně vyjádřeno posune celou optickou soustavu dopředu nebo dozadu tak, aby se paprsky sbíhaly právě na citlivé vrstvě. (Výjimkou jsou aparáty s tzv. fix focusem – to jsou nejčastěji kompaktní aparáty nebo mobilní telefony, u nichž je clonový otvor tak malý, že dopadající paprsky jsou dostatečně úzké k vykreslení většiny předmětů v rozumné vzdálenosti.)
Ostření může být ponecháno na obsluze, moderní přístroje ale disponují možností automatického ostření (autofokusu). To může být dvojího druhu: aktivní (kdy si fotoaparát sám vzdálenost změří například pomocí odrazu infračerveného paprsku od objektu, a podle zjištěného výsledku zaostří) nebo pasivní (kdy fotoaparát ostří „od oka“, projíždí rozsah zaostření a měří kontrast zachycené scény; nejostřejší scéna má také největší kontrast). Protože aktivní autofokus má několik nevýhod – má problémy například s focením skrz sklo, vylučuje možnost výměny objektivů a použití „zvětšovacích“ předsádek a podobného vybavení – používá se pouze v kompaktních fotoaparátech, zatímco zrcadlovky jsou vybavovány výhradně ostřením pasivním, kdy všechno měření probíhá přes objektiv (through the lens – TTL) a objektivy je tudíž možno měnit.
Pasivní ostření nefunguje při nedostatku světla. V těch případech je pak nutno ostřit ručně; některé fotoaparáty též pro ten účel mají miniaturní přisvětlovací lampy. Funkci pomocného přisvětlení scény infračerveným paprskem pro zaostřování mají vestavěny také některé kvalitní externí blesky.

## Rozdělení fotoaparátů

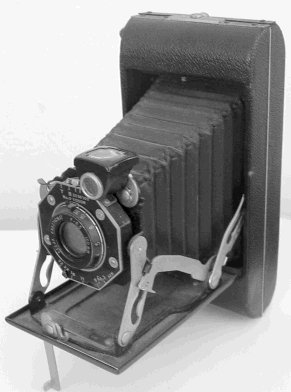
Klasický sklopný fotografický přístroj v rozloženém stavu

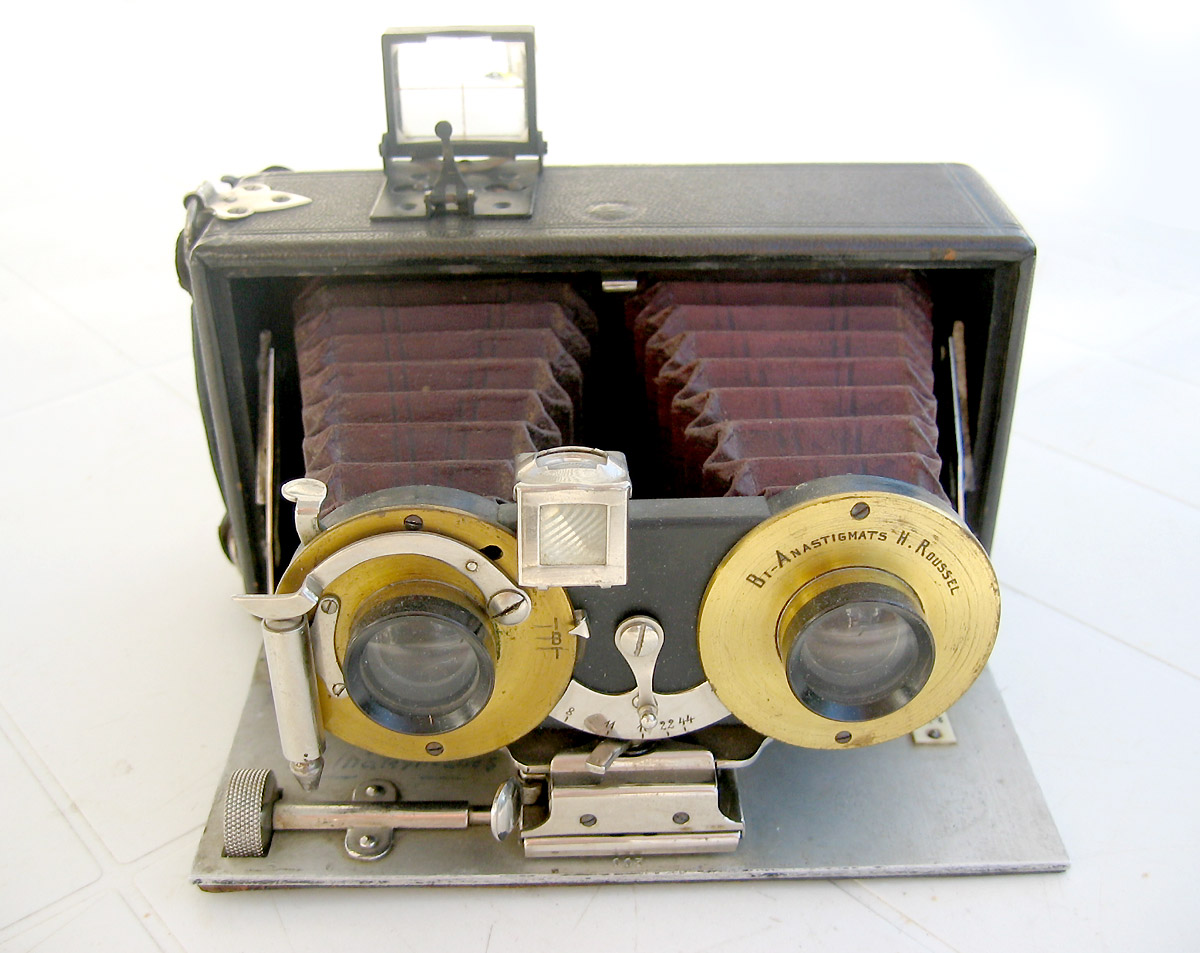
Stereofotoaparát se dvěma měchy Le Rêve, Francie, 1904

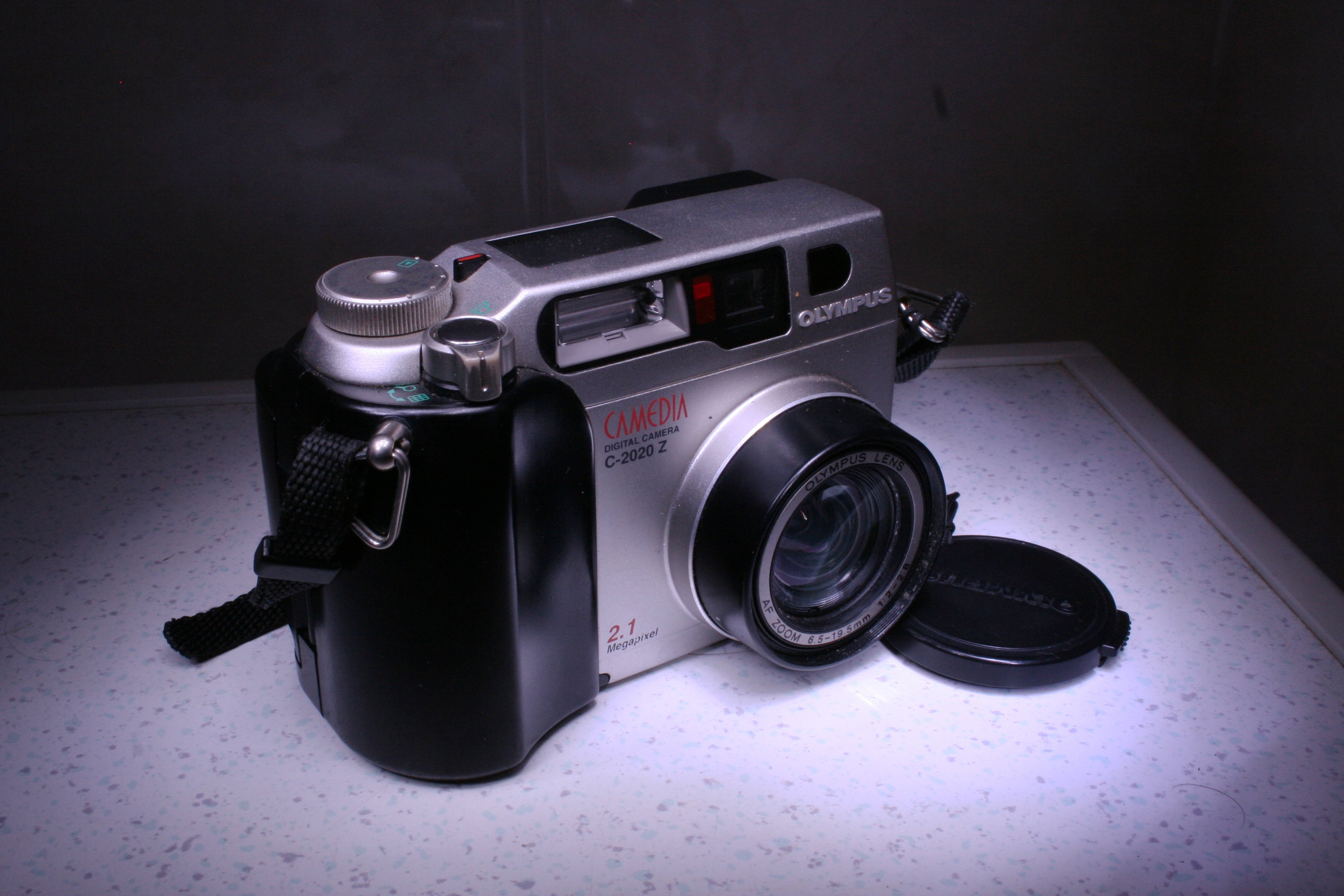
Digitální fotoaparát Olympus Camedia C-2020Z

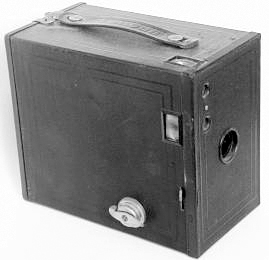
Klasická skříňová kamera Kodak Brownie 2A

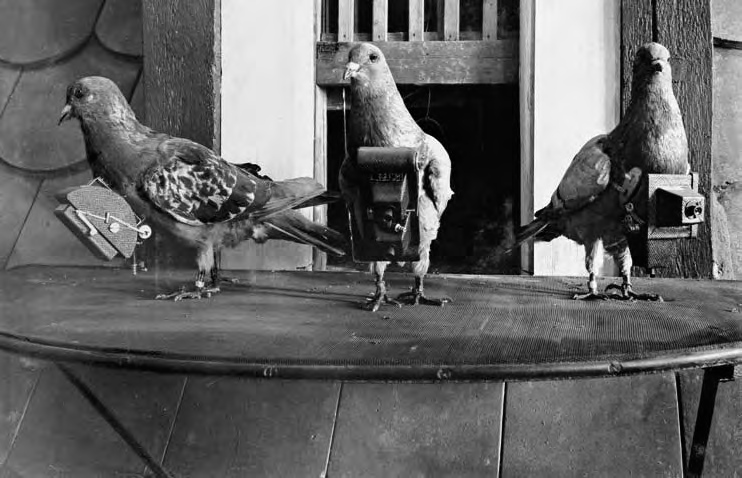
Holubi vybavení fotoaparáty, vpravo kamera s jedním objektivem, uprostřed se dvěma objektivy a vlevo kamera panoramatická

Fotoaparáty je možné rozdělovat několika způsoby:

### Podle světlocitlivé vrstvy
- Deskové – světlocitlivá chemická vrstva je nanesena na skleněné desce. Tento typ se využíval na počátku fotografování v letech 1850–1880.
- Filmové – roli světlocitlivé vrstvy hraje celuloidový pás pokrytý chemikáliemi reagujícími na světlo svoji přeměnou; v laboratoři je pak snímek vyvolán – přeměněné chemikálie se další reakcí změní na zabarvené a tím vzniká obraz
- Okamžité - fotoaparáty se samovyvolávacím filmem. Nejznámější z nich jsou ty, které původně vyráběla společnost Polaroid.
- Digitální – jako světlocitlivý prvek v nich slouží elektronický obrazový snímač CCD nebo CMOS. Zachycené informace jsou pak digitálně zpracovány do snímku.

### Podle konstrukce
- Camera obscura neboli dírková komora (angl. pinhole) – optické zařízení používané jako pomůcka malířů a předchůdce fotoaparátu. Je v principu schránka s otvorem v jedné stěně. Světlo z vnější scény po průchodu otvorem a dopadne na konkrétní místo na protější stěně. Výhodou této techniky bylo zachování perspektivy a tím větší realističnost výsledného obrazu. Promítaný obraz byl vždy menší než ve skutečnosti a převrácený.

- Desková kamera – přístroj snímající na velkou světlocitlivou skleněnou fotografickou desku. První fotoaparáty tohoto typu se objevily v letech 1850–1880, kdy začínal být používán mokrý kolodiový proces.

- Fotografická kamera (skřínová kamera, angl. box camera) – fotoaparát ve své nejjednodušší podobě, s výjimkou ještě jednodušší camery obscury. Klasická skříňová kamera má tvar podobný krabici, po které nese svůj název. Kamera má jednoduchou optickou soustavu, často jen ve formě jednoduchého menisku (čočka, jejíž obě strany jsou vybroušeny jako část kulové plochy), který plní funkci objektivu. Tomu obvykle chybí možnost libovolného zaostření (má pevně zaostřený objektiv – fixed focus) stejně jako možnost ovládání zaclonění objektivu a expozičního času (rychlosti závěrky).

- Velkoformátová kamera - typ fotoaparátu na obrazové desky 102×127 mm a více. Je větší je než střední formát.

- Sklopný fotoaparát – přístroj, jehož objektiv může být složen společně s tělem fotoaparátu na kompaktní a robustní krabičku. Objektiv je připevněn mechanismem založeným na systému pantografu a je obvykle součástí víka. Ve složeném stavu má fotoaparát velikost blízkou velikosti fotografické desky.

- Okamžitý fotoaparát – typ fotoaparátu se samovyvolávacím filmem. Nejznámější z nich jsou ty, které původně vyráběla společnost Polaroid. Například populární polaroid SX-70 používá film čtvercového formátu a obsahuje všechny složky expozice (negativ, vývojka, ustalovač). Aparát navržený speciálně pro tento účel poskytuje fotografie během několika sekund nebo minut od pořízení obrázku. V instantním filmu jsou emulze a zpracovávající chemické látky spojeny v obsažené obálce nebo na samotném fotografickém papíru. Expozice, vyvolání i kopie na speciální papír se odehrávají uvnitř těla fotoaparátu.

- Dálkoměrný fotoaparát je označení pro fotoaparát s vestavěným dálkoměrem. Ostření neboli nastavení vzdálenosti od snímaného předmětu se na fotoaparátu řeší na principu dvojobrazového (koincidenčního) dálkoměru, kdy do zorného pole jsou promítány dva obrazy – zaostřeno je v okamžiku, kdy oba obrazy splynou (koincidují).

- Systémový fotoaparát (anglicky system camera) – typ profesionálního fotoaparátu s výměnnými základními komponentami, které jsou připojeny k určitému jádru systému.[1][2] Většina systémových fotoaparátů jsou zrcadlovky malého nebo středního formátu.

- Fotogrammetrická kamera – fotoaparát s nízkou hodnotou aberace, nebo s malými chybami, které mohou být stanoveny přesně podle kalibrace. Používá se hlavně ve fotogrammetrii a dálkovém průzkumu Země.

- Hledáčkový fotoaparát – přístroj se zvláštním průzorem vedle objektivu, tzv. hledáčkem, pomocí něhož fotograf komponuje scénu. Hledáček však neukazuje scénu skrz objektiv, ale místo toho velmi přibližně ukáže, co by objektiv mohl zachytit.

- Jednooká zrcadlovka (SLR) – fotoaparát, který je vybaven hledáčkem se sklopným zrcadlem: při kompozici scény se fotograf dívá přes optiku hledáčku přímo skrz objektiv, při expozici se zrcadlo sklopí a exponuje se na citlivou vrstvu; do této kategorie lze řadit i tzv. nepravé zrcadlovky (SLR-like), které sice zrcadlo nemají, ale při kompozici scény fotograf vidí živý obraz ze senzoru na displeji

- Dvouoká zrcadlovka (TLR) – přístroj se dvěma objektivy; obraz z horního je odrážen pevným zrcadlem na matnici, dolní slouží výhradně pro expozici

- Dvojitá sportovní panoramatická kamera – oficiální název pro historický panoramatický fotoaparát, který vyvinul německý fotograf a vynálezce Julius Neubronner. Na technologii pracoval od roku 1909 a jeho využití bylo především v holubí fotografii ze vzduchu. Je označován jako lehká miniaturní kamera, která se pomocí koženého postroje a hliníkového kyrysu připevnila na prsa holuba.[3] Kamera obsahovala časovací mechanismus, který zajišťoval prodlevu mezi jednotlivými expozicemi a otáčivý objektiv. Pořizovala obrázky ve formátu 3 × 8 cm. Fotoaparát byl schopen zaznamenat až 35 automatických expozic.

### Paralaxa
Nevýhodou hledáčkových fotoaparátů a dvouokých zrcadlovek je tzv. paralaxa – prostorový rozdíl mezi pohledem fotografa před pořízením záběru a výsledným snímkem. Při delší snímací vzdálenosti je efekt paralaxy zanedbatelný; na krátké vzdálenosti (méně než zhruba 1 metr) se již paralaxa začne projevovat a pro fotografa je obtížnější s jistotou zakomponovat scénu nebo předmět. Není-li paralaxa vyrovnána, scéna na snímku je posunuta oproti záměru.

## Značky fotoaparátů

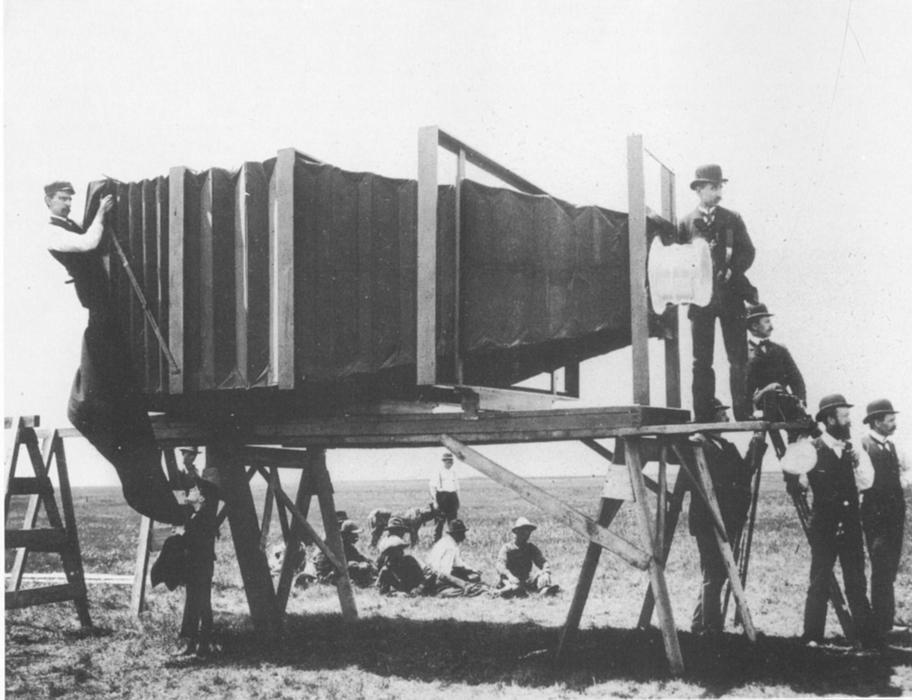
Obří fotoaparát Mamut, který postavil George R. Lawrence v roce 1900 pro Altonské železnice. Kontaktní fotografie z něj měly rozměr 2,4 × 1,4 metru. (Lawrence dohlíží na správnou expozici u objektivu)

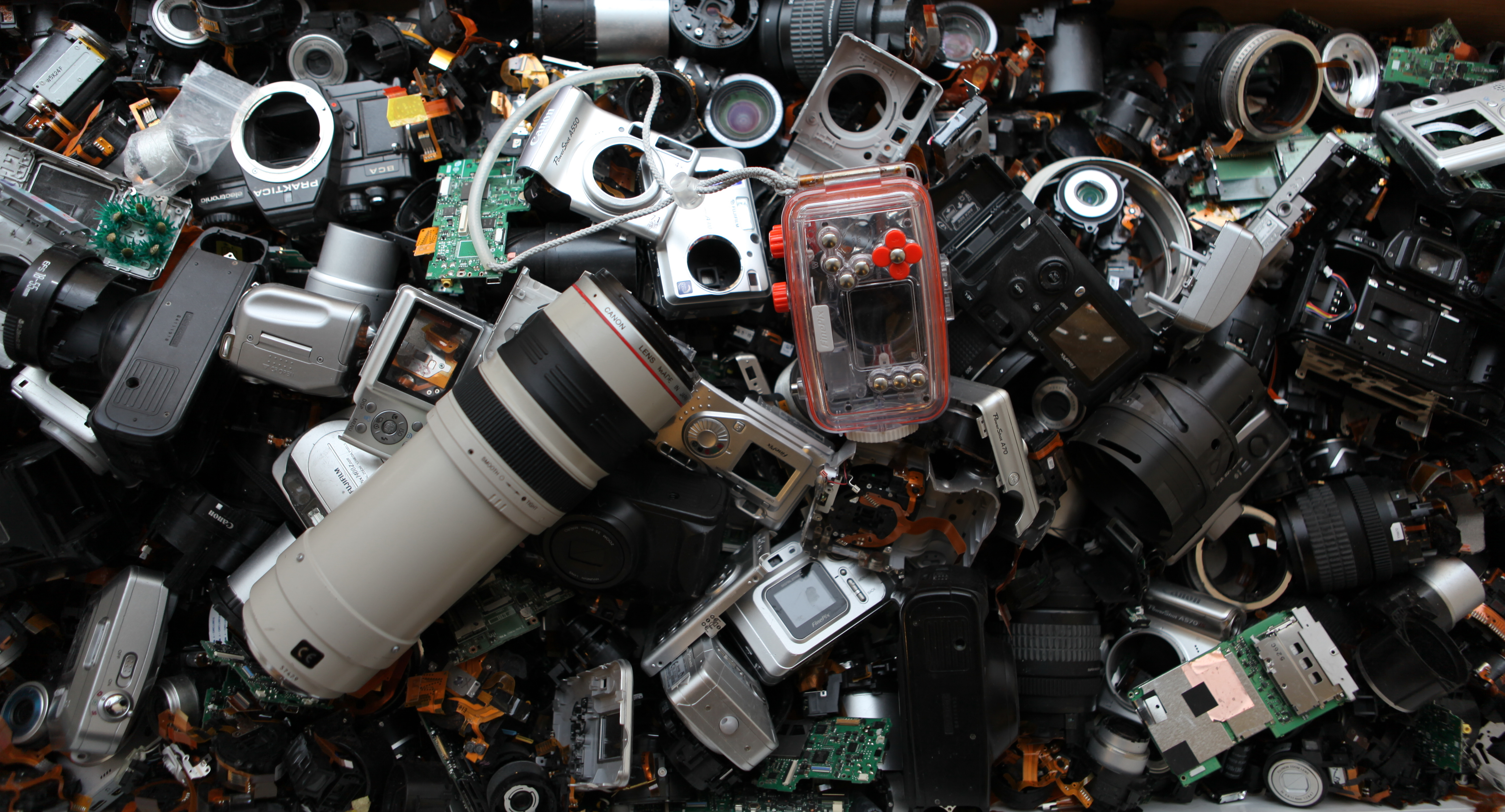
Díly různých typů fotoaparátů

- BenQ
- Canon
- Casio
- Contax
- Exakta
- FED
- Fujifilm
- Gorizon
- Hasselblad
- Hewlett Packard
- Kodak
- Konica
- Konica
- Leica
- Linhof
- LOMO
- Lumix – Panasonic
- Kiev
- Minolta
- Mamiya
- Minox
- Mikroma
- Nikon
- Olympus
- Pentax
- Polaroid
- Praktica
- Ricoh
- Rollei
- Sigma
- Sony
- Vivitar
- Voigtländer
- Zeiss
- Zenit
- Zenza Bronica
- Zorki

## Příslušenství
Příslušenství k fotoaparátům:
- Blesk (fotografie)
- Stativ
- Objektiv
- Fotografický filtr
- Fotografický popruh
- Dálková spoušť